# Мариновані огірки

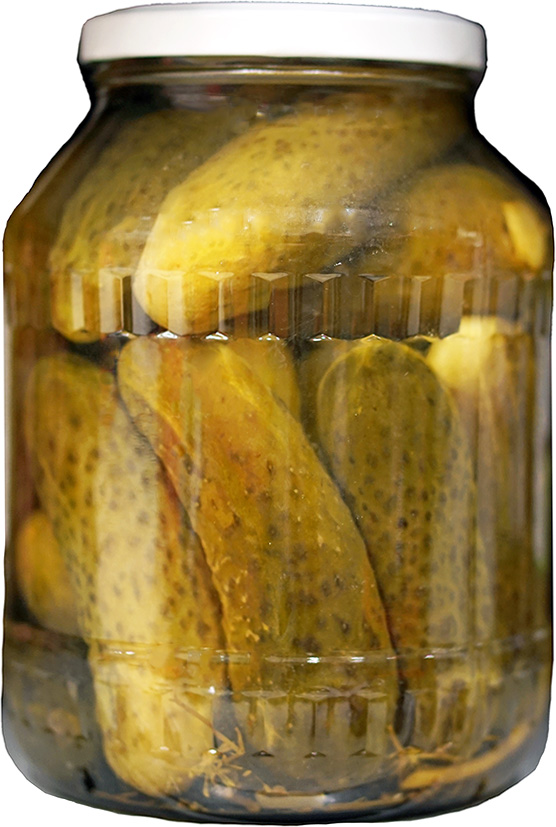
Мариновані огірки у скляній банці

Мариновані огірки — овочеві консерви, до складу яких обов'язково входить оцтова кислота, що забезпечує консервуючу дію в процесі  маринування. Мариновані огірки готують шляхом заливки плодів маринадом з подальшою пастеризацією.

## Історія
Часто стверджують, що мариновані огірки були вперше розроблені для робітників, які будували Велику китайську стіну, хоча інша гіпотеза полягає в тому, що вони вперше були виготовлені в долині Тигру в Месопотамії, використовуючи огірки, привезені спочатку з Індії.
Історично склалося так, що огірки стали найпопулярнішим продуктом для маринування. В Російській імперії огірок з'явився за часів Івана Грозного, але тут його смак визнали прісним, тому стали солити й маринувати. Такий спосіб допомагав зберегти врожай на зиму. Протягом багатьох століть огірки готували в бочках, поки на початку XIX століття Ніколя Аппер не відкрив спосіб закочування огірків в банки. З того часу банки для маринованих огірків незмінно користуються успіхом.

## Види

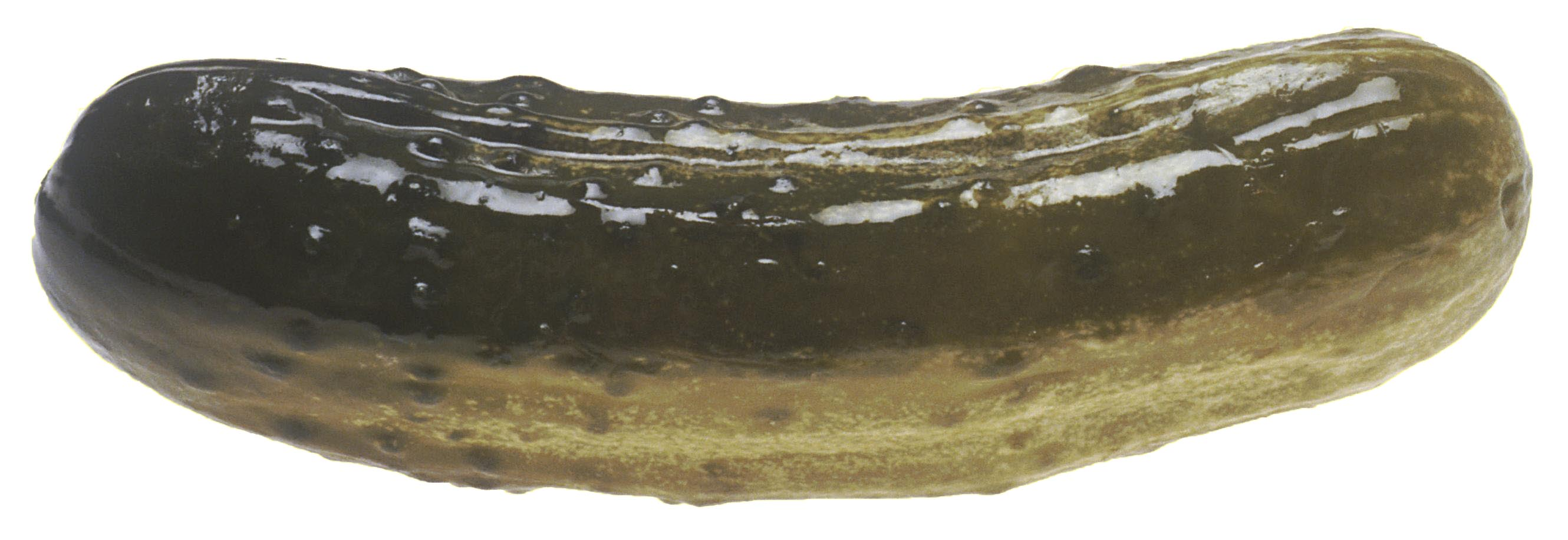
Класичний маринований огірок

Мариновані огірки в залежності від концентрації оцтової кислоти поділяються на:
- Слабокислі — 0,4 %
- Середньокислі — 0,6 %
- Кислі — 0,61-0,9 %

## Сучасність
Сучасні виробники консервованої продукції пропонують споживачам широкий асортимент маринованих огірків.

## Характеристики
- Оцтова кислота в поєднанні з кухонною сіллю пригнічує життєдіяльність мікрофлори, що призводять до псування свіжих овочів, але в малих кількостях вона не має шкідливого впливу на організм людини.
- Кисле середовище перешкоджає утворенню солей кальцію, які осідають на суглобах, і є основою для розвитку остеохондрозу.

## Протипоказання
Мариновані огірки протипоказані при гострих гепатитах і холециститах, загостренні запальних процесів товстого кишечника і при зниженій секреторній функції шлунка.